# 1133
Năm 1133 trong lịch Julius.